# Novuyo Tshuma
Novuyo Rosa Tshuma (Bulawayo, 28 de gener de 1988) és una escriptora de Zimbàbue coneguda sobretot per la seva novel·la Shadows. Va néixer i va créixer a Bulawayo i va anar a la Universitat de Witwatersrand, on va estudiar economia. Més tard va fer programació d'escriptura creativa a la Universitat de Houston.

## Obra
- Scattered Hearts, 2007
- The Controller of the Queue, 2009
- You in Paradise, 2009
- Shadows, 2013
- Telepresence, 2014